# Berkeley Open Infrastructure for Network Computing
Berkeley Open Infrastructure for Network Computing（バークレー・オープン・インフラストラクチャ・フォー・ネットワーク・コンピューティング）、略称 BOINC（ボインク、発音 [bɔɪŋk]）は、ボランティア・コンピューティングとグリッド・コンピューティングのためのオープンソースのミドルウェア・システムである。もともとはSETI@homeプロジェクト（2020年3月31日終了）をサポートするために開発されたが、数学、言語学、医学、分子生物学、気候学、環境科学、宇宙物理学などの多様な分野で、他の分散アプリケーションのためのプラットフォームとして一般化された。BOINCは、研究者が世界中の複数のパーソナルコンピュータの膨大な処理資源を利用できるようにすることを目的としている。
BOINCの開発は、カリフォルニア大学バークレー校の宇宙科学研究所(en:Space Sciences Laboratory, SSL)に拠点を置き、SETI@homeのリーダーでもあるデビッド・P・アンダーソン(David P. Anderson)が率いるチームから始まった。高性能分散コンピューティング・プラットフォームとして、BOINCは、2020年3月17日時点で、世界中の約137,805人のアクティブな参加者と791,443台のアクティブなコンピュータ (ホスト) を集め、平均41.548ペタフロップスで処理する (スーパーコンピュータTOP500リスト上の個々のスーパーコンピュータと比較した場合、世界で5番目に大きな処理能力となる)。全米科学財団 (NSF) は、SCI/0221529、SCI/0438443、SCI/0721124の各賞を通じてBOINCに資金を提供している。ギネス世界記録では、BOINCは世界最大の計算グリッドとしてランク付けしている。
BOINCのコードは、Microsoft Windows、macOS、Android、Linux、FreeBSDを含む様々なオペレーティングシステム上で動作する。BOINCはGNU Lesser General Public License (LGPL)の条件でリリースされたフリーソフトウェアである。

## BOINC の特徴

### 参加者側からみた特徴
参加者が最初に導入するのは、後述する BOINC クライアントであるが、ここではクライアント側ソフトウェアの構造から説明を始める。
まず、参加者側に配置されるクライアント・ソフトウェアが稼動するのに必須な部分は以下の2つである。
- (a) アプリケーション: 分散コンピューティング・プロジェクトのそれぞれが目的とする計算をする部分
- (b) コア・クライアント: どのプロジェクトでも使う共通部分（運用サーバとの送受信機能や 上記の(a)部分から呼び出すライブラリ機能）

前者(a)アプリケーションは、各プロジェクトのサーバから参加者側へダウンロードされて複数プロジェクトが共存できる。
上記の必須部分 (a)+(b) に加えて、操作を楽にするための GUI が追加できる。GUI 部分と、(a)、そして(b)はこのように構造上分離されているが、今ではほとんどのプラットフォーム向けにそれぞれ GUI が用意されている。このため参加者からみると GUI がオプションであるとは意識されていないことがほとんどである。配布に際しても (b)コア・クライアントと GUI は一体として配られているので、コア・クライアント+ GUI を BOINC クライアントと呼ぶことが多い。つまり、
- (c)  BOINC クライアント: コア・クライアント+ GUI 部分

である。たとえば、Windows用や、macOS用の標準GUI版の BOINC クライアントがある。GUI の中には、機能を絞ったシンプルな画面と細かい操作のできる Advanced View の 2層構造になっているものもある。
コア・クライアントには、スクリーンセイバーを組込む仕組みが用意されており、旧来の SETI@home でもあったようなグラフィカルな動作画面が表示される。スクリーンセイバーは アプリケーションごとに用意するものなので、スクリーンセイバーが表示されないプロジェクトもある。以下ではBOINC クライアントを、主にコア・クライアント + GUI の意味で使うが、さらにおおまかに、(a)も集合的に含めたクライアント側ソフトウェア全体を意味することもある。
BOINC ベースの分散コンピューティングプロジェクトへの参加者は、まず BOINC クライアントを入手し、プロジェクトへの参加登録は BOINC クライアントを通じて行う 。参加登録が終わるとただちにそのプロジェクトのアプリケーションと最初の仕事が自動的にダウンロードされ、運用が始まる仕組みである。アプリケーションの新しいバージョンがリリースされた際も、BOINC クライアントが自動的にダウンロードする。稼動の一時停止や再開、プロジェクトからの脱退は、BOINC クライアント上で指示できる。
複数のプロジェクトに同時に参加する場合も、BOINC クライアント上から参加手続きをすればよい。同時に稼動できるプロジェクトは CPUコア1つ(INTELCPUのHTが有効時は二分の一つ)につき一プロジェクトのみだが、一定時間ごとに BOINC クライアントが自動的にプロジェクトを切り替える。
BOINC クライアントの設定や各プロジェクトの設定、プロジェクト間の稼動比率の設定は、現状では BOINC クライアント上からは設定できない。プロジェクトのウェブサイトに設けられたユーザーページ上で設定変更し、後ほど変更情報を BOINC クライアントに取り込む方法が採られている。

### プロジェクト側からみた特徴
サーバ運用の手法が確立しているため、新たにプロジェクトを起こす際に一からインフラ部分を整備する労力を要しない。また、関連プログラムはオープンソース化されている。
SETI@home で得られた分散コンピューティングの運用ノウハウを他の科学研究にも役立てることを主眼としているため、サーバ運用の省力化を念頭に置いて開発されている。通常、分散コンピューティングでは計算結果の信頼性を高めるため、同一の仕事を複数の参加者に配布して返却された計算結果を比較している。この、仕事の複製 → 配布 → 計算結果の回収 → 真偽判定 → 参加者への功績値の付与 → 不要ファイルの抹消、という一連の運用が自動化されている。
旧SETI@home では、終了直前の仕事を複製しておき不正に功績値を稼ぐチート行為が問題となったが、個々の仕事がどの参加者のどのコンピュータに配布されたかを把握している BOINC ではこのようなことはない。
BOINC クライアントでは、自身が走っているコンピュータの情報を細かく調べてプロジェクト側に申告している。これにより、特定のプラットフォームや CPU の計算能力、プロジェクトに提供するメモリやハードディスク容量の多寡によって、参加の可否や配布する仕事の軽重を選択できるようになっている。

## 設計と構造
BOINCは、プロジェクト主催者が運営するサーバーシステムと、ボランティアが所有するコンピュータ上で動作するクライアントソフトウェアで構成され、相互に通信して作業単位(ワークユニット; Work Unitと呼ぶ)を分配および処理し、結果を返却する仕組みになっている。

### プロジェクトサーバシステム
プロジェクト主催者のサーバは、次のような構成をとる。
- プロジェクト・バックエンドサーバ  参加クライアントに配布するプログラムや計算ユニットをデータサーバに供給する、また参加者から送られてきた計算結果を処理するサーバ
- BOINCサーバ群
  - スケジューリングサーバ群  参加クライアントと通信を行う。
  - 計算ユニット、計算結果、参加者アカウントを管理する関係データベースサーバ
  - バックエンドサーバとBOINCサーバ群を連携するユーティリティ
  - プロジェクト参加者や開発者のためのWebインタフェース
  - データサーバ群  参加クライアントへのファイル配信と計算結果の収集を行う。これらの通信はHTTPを使って行う。

### クライアントソフトウェア

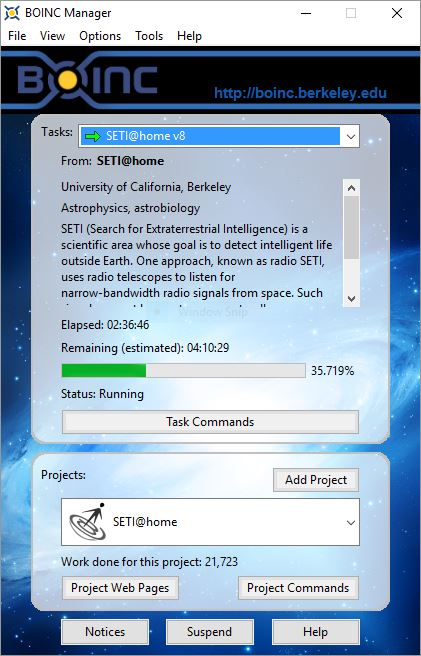
SETI@homeプロジェクトに取り組んでいるBOINCマネージャ(v 7.6.22)

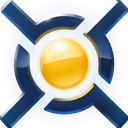
BOINCマネージャのアイコン

BOINCは本質的に、コンピュータで未使用のCPUやGPUのサイクルを科学計算に利用できるソフトウェアであり、個人が自分のコンピュータを使わない分をBOINCが利用する。2008年末、BOINCの公式ウェブサイトでは、NVIDIAが科学計算にGPUを利用するCUDAと呼ばれるシステムを開発したと発表した。NVIDIAの支援により、現在、BOINCベースのいくつかのプロジェクト (SETI@home、MilkyWay@homeなど) では、CUDAを使用してNVIDIAのGPU上で動作するアプリケーションが含まれるようになった。2009年10月から、BOINCはATI/AMDファミリのGPUのサポートも追加した。これらのアプリケーションは、以前のCPUのみのバージョンよりも2倍から10倍速く動作する。7.xプレビュー版では、AMD Radeonグラフィックカードを搭載したMac OS XコンピュータのGPUサポート (OpenCL経由) が追加された。

#### ユーザインタフェース
BOINCは、リモートプロシージャコール (RPC)、コマンドライン、BOINCアカウントマネージャからリモートで制御できる。
BOINCマネージャには現在、アドバンストビューと簡易GUIという2つの「ビュー」がある。グリッドビューは冗長だったため、6.6.xクライアントでは削除された。
簡易GUIの外観(スキン)は、ユーザが独自のデザインを作成できるように、ユーザがカスタマイズすることができる。

#### モバイルアプリケーション
Android用のBOINCアプリも存在し、スマートフォン、タブレット、KindleなどのAndroid端末を所有している全ての人が、未使用のコンピューティングパワーを共有することができる。ユーザは、アプリの利用可能なプロジェクトリストから、支援したい研究プロジェクトを選択することができる。
デフォルトでは、デバイスがWiFiネットワークに接続され、充電されており、バッテリーの充電が少なくとも90％以上の場合にのみ、アプリケーションはコンピューティングを許可する。これらの設定の一部は、ユーザのニーズに合わせて変更できる。ただし、すべてのBOINCプロジェクトが利用できるわけではなく、一部のプロジェクトはすべてのバージョンのAndroid OSに対応していなかったり、作業が断続的であったりする。現在利用可能なプロジェクトと対応するプラットフォームは、BOINCプロジェクトのWebサイトに掲載されている。

#### アカウントマネージャ
BOINCアカウントマネージャは、複数のコンピュータ (CPU) とオペレーティングシステムにわたって、複数のBOINCプロジェクトアカウントを管理するアプリケーションである。アカウントマネージャーは、BOINCを初めて利用するユーザや、複数のコンピュータを複数のプロジェクトに参加させているユーザ向けに設計されている。アカウントマネージャーのコンセプトは、GridRepublicとBOINCが共同で考案・開発したものである。現在および過去のアカウントマネージャーは次の通りである：
- BAM! (BOINC Account Manager) -  2006年5月30日に公開された最初の公開アカウントマネージャー
- GridRepublic（英語版） - アカウント管理に関しては、シンプルな状態を維持し、きちんとした状態を維持するという考えに従っている
- Charity Engine（英語版）(チャリティーエンジン) - 非営利のアカウントマネージャーを雇い、懸賞の抽選や継続的なチャリティー募金活動を利用して、人々のグリッドへの参加意欲を高める
- Dazzler (ダズラー) - オープンソースのアカウントマネージャー、制度的な経営資源を楽にする

### クレジットシステム
BOINCクレジットシステムは、クレジットを付与する前に結果を検証することで、不正行為を避けるように設計されている。
- クレジット管理システムは、ユーザが科学的にも統計的にも正確な結果を返していることを確認するのに役立つ。
- オンライン分散コンピューティングは、ほとんどボランティアの努力によって成り立っている。このような理由から、プロジェクトは新規ユーザ、長期ユーザ、引退するユーザの複雑で変動性のある組み合わせに依存している。

## 歴史
- 2000年 - SETI@homeの今後の計画として、SETI@home IIを計画中であることを表明。
- 2002年8月 - BOINCを開発中であることを表明。
- 2003年
  - 4月 - United Devices社(UD)から、BOINCのソースコードの公開差し止めを求めて訴訟を起こされる。開発主任のデビッド・アンダーソン博士がかつてUD社に勤めていたことを理由に、UD社の企業秘密を流用してUD社の脅威となるソフトウェアを開発していると主張。
  - 7月 - UD社との和解が成立。完全なオープンソースでの配布を断念し、商用利用を不可とするライセンスにすることで合意[15]。
- 2004年
  - 6月
    - SETI@home/BOINCを一般公開。
    - Climateprediction.netがBOINCを採用。
    - Predictor@homeがBOINCを採用。

  - 9月 - LHC@homeがBOINCを採用。
  - 11月 - Einstein@HomeがBOINCを採用。
- 2005年
  - 1月 - UD社との和解が期限切れを迎え、Lesser GPLのライセンスでの配布が可能となる。
  - 6月
    - Rosetta@homeがBOINCを採用。
    - SETI@homeのウェブサイトをSETI@home/BOINCのものに差し替え。半年の移行期間を設けてSETI@homeクラシックを運用終了することを宣言。

  - 11月 - SETI@homeクラシックを1ヶ月後に運用終了すると表明。
  - 12月 - SETI@homeクラシックが運用終了。
- 2013年7月 - Android用BOINCクライアント公開[16][17]。
- 2020年3月31日 - SETI@home/BOINC運用終了。

## プロジェクト一覧

### 現在アカウント作成・稼働可能なもの
オープンβのプロジェクトも含む。

#### 天文学
- Asteroids@home
  - 太陽系内小惑星の物理的特性を導出する。

- Cosmology@home（英語版）
  - 宇宙マイクロ波背景放射の非等方性についての研究。観測結果により良く適合する宇宙モデルを構築する。
- Einstein@home
  - 重力波の検出を試みる。
- MilkyWay@home
  - 天の川銀河の進化モデルを構築。スローン・デジタル・スカイサーベイによってもたらされたデータを基とし、天の川銀河の精密な三次元モデルを構築する。また、銀河同士の衝突により天の川銀河が作られた過程や渦巻構造が作られた方法についての知見を得る。

- Universe@Home
  - 超高輝度X線源・重力波・超新星Iaなどを研究する。

#### 気候学
- ClimatePrediction.net（英語版）
  - 長期的気候予測技術の改善・気候変動調査
  - CPDN Beta
    - Climateprediction.net 次期バージョンのβテスト。

#### 地震学
- Quake-Catcher Network Seismic Monitoring
  - 簡易地震計ネットワークを構築する。

#### 数学
- Collatz Conjecture
  - 数論の未解決問題の一つ、コラッツの問題を解決する。
- Goldbach's Conjecture
  - ゴールドバッハの予想で2*10^1346以下のものを解く。
- PrimeGrid
  - 素数探索全般。
- Rectilinear Crossing Number
  - 幾何学的な命題のひとつ、線分の交わる個数の最も少なくなるような頂点の配置を求める。
- SZTAKI Desktop Grid（英語版）
  - 11次元までの一般化された2進数系 (generalized binary number system) の探索。
- WEP-M+2
  - メルセンヌ数+2の形式の素数を探索。

#### 物理学
- AQUA@home
  - 超伝導断熱量子コンピュータの性能予測。
- LHC@home
  - 粒子加速器の改善。欧州原子核研究機構 (CERN) の大型ハドロン衝突型加速器 (LHC) の稼動シミュレーションを行う。
- μFluids@Home
  - 微小重力状態での流体工学研究。

#### 化学
- Hydrogen@home
  - 水素生産の研究。
- Leiden Classical（英語版）
  - 古典力学全般。現在は分子動力学法に基づく水分子の運動モデルの検証が主。
- Magnetism@home
  - ナノスケールの磁気現象を研究。
- QMC@home（英語版）
  - モンテカルロ法を用いて量子化学方程式を解く。
- Spinhenge@home（英語版）
  - 分子磁石およびナノスケールの磁気現象を研究。

#### 構造生物学
- Docking@Home
  - タンパク質のリガンドを探索、および探索方法そのものの新規開拓。
- GPUGRID
  - CUDA対応のGPUやLinuxを導入したプレイステーション3を用いて分子動力学に基づくシミュレーションを行う。
- POEM@home（英語版）
  - タンパク質構造予測。
- proteins@home（英語版）
  - タンパク質構造予測。
- Rosetta@home
  - タンパク質構造予測。
  - RALPH@home
    - Rosetta@home次期バージョンのαテスト。
- SIMAP
  - タンパク質の相似性データベースの構築。
- The Lattice Project（英語版）
  - タンパク質構造予測、ほか分子生物学全般。

#### 分子生物学
- Superlink@Technion
  - 糖尿病、高血圧、癌、統合失調症などの原因となる遺伝子を発見する。

#### 疫学
- Malaria Control Project
  - 臨床疫学の確率論的なモデリング。

#### 認知科学
- MindModeling@home（英語版）
  - MindModeling@homeのβテスト。ACT-R上での認知モデルの構築とその評価を行う。

#### 計算機科学
- DistrRTgen
  - ハッシュ関数の逆引きを可能とする、巨大なレインボーテーブルの作成。
- Enigma@home
  - M4 ProjectにBOINCクライアントから参加できるように仲介するラッピングプロジェクト。ナチス・ドイツの暗号機「エニグマ」で作成された未解読の暗号文を解読する。
- FreeHAL@home
  - 人工無能の研究。構文解析やタグ付けを行っている。
- Genetic Life
  - 進化的アルゴリズムの研究。Tierraを分散コンピューティング上で動作させる。
- SHA-1 Collision Search Graz
  - SHA-1ハッシュ関数の脆弱性を見つけ出す。

#### アニメーションレンダリング
- en:Big and Ugly Rendering Project(BURP)
  - 3Dアニメーションレンダリングの公共システム開発。

#### パズル
- NQueens Project
  - チェスの盤面を使ったパズル「Nクイーン問題」の解を求める。
- Sudoku
  - ペンシルパズルのナンバープレース（数独）における数学的命題、問題として成立する最も少ない初期配置を求める。

#### テスト、その他
- Gerasim@home
- Pirates@Home
  - テストプロジェクト。もともとはEinstein@homeのスクリーンセーバ用画像を制作するプロジェクトだったが、現在は分散コンピューティングについて理解するための学習教材に転用されている。
- VTU@home
  - テストプロジェクト。本格的なプロジェクトを立ち上げる前の運用習熟で、素因数分解の単純な総当り式による素数探索を行うダミーワークが配布されている。

#### オムニバス
- World Community Grid
  - #World Community Gridを参照。
- yoyo@home
  - BOINCを採用していない分散コンピューティングプロジェクトに対し、BOINC クライアントで参加できるよう仲介するラッピングプロジェクト。以下のプロジェクトに対応している。
  - distributed.net の OGR (最短ゴロム定規) 探索プロジェクト
    - 最短ゴロム定規を求める。

  - ECM
    - 素因数分解の楕円曲線法（英語版）に関する研究。

  - evolution@home（英語版）
    - 進化の研究。マラーのラチェットの定量化を試みる。

  - Muon1 Distributed Particle Accelerator Design
    - ミュー粒子の研究。粒子加速器のシミュレーションを行う。
- Ibercivis（英語版）
  - 複数の分散コンピューティングの受け皿となるプロジェクト。
  - adsorcion
  - docking
  - fusion
  - nanoluz
  - nanotest
  - neurosim
  - materiales (16、32、64、128、24、48)
- AlmereGrid Boinc Grid
  - 複数の分散コンピューティングの受け皿となるプロジェクト。世界最初の市営分散コンピューティングプロジェクトでもある。運営元はオランダ・フレヴォラント州にある町アルメレである。
  - AlmereGrid TestGrid
    - AlmereGridのαテスト

  - Statistical analysis of twins - test version

### 参加者の募集を停止中のもの
クローズドβ、あるいは参加者数を限定して運用しているプロジェクト群。
- Chess960@home
  - 変則チェスの一種、チェス960での定跡を探る。
- Climateprediction.net Beta
  - Climateprediction.net次期バージョンのβテスト。オープンβは別サイトに移動した。
- IMP@home
  - 既に終了したプロジェクトIMPFarmの後続。
- BRaTS@home
  - 重力レンズ風の視覚効果を用いたレイトレーシングを作成。
- Superlink@clusters
  - Superlink@Technionのαテスト。一般の参加はできない。
- MindModeling@home
  - 認知科学の研究。ACT-R上での認知モデルの構築とその評価を行う。現在はβテスト専用のプロジェクトでのみ運用。
- BOINC Alpha
  - BOINC自体のαテスト。一般の参加はできない。
- DockTest@Home
  - Docking@Homeのテスト。

### 運用にむけて準備中のもの
参加者登録は可能なものの、まだワークの配布が始まっていないプロジェクト。
- NCSSM Grid Computing Project
- NNSIMU Project
- Satisfaction@home
- DECS
- MapTheGap Project
- CancerGrid
- Bioinfo@Home
- Prob
- EON
- EAPS@HOME
- UNCW's Distributed Data Analysis System
- Volunteer Computing Platform

### 活動を休止中のもの
長期に渡って運用停止していたり、運営側が休止を宣言したプロジェクト。
- ABC@home
  - ABC予想に関連する数の組を探索する。2011年に{\displaystyle c\leq 10^{18}}を満たす組、15年には{\displaystyle c\leq 2^{63}}までの約2380万個の組を求め、プロジェクトは終了した。[18]
- APS@home
  - 生態系から発するガスなどの流動体が、計測地点に到達するまでにどのような軌跡を辿ったかを求める。
- Artificial Intelligence System（英語版）
  - 将来の大規模な人工知能システム構築の参考にするため、巨大なニューラルネットワークを構築する。
- BBC Climate Change Experiment
  - #BBC Climate Change Experiment参照。
- BCL@Home
  - タンパク質構造予測。新薬候補の探索を主眼においている。
- Cels@home
  - 細胞接着のメカニズムを、それを原因とした疾患（癌細胞の転移やウイルス感染、HIV感染など）を防止する観点から研究する。
- climateprediction.net Seasonal Attribution Project
  - climateprediction.net の1プロジェクト。2000年秋に英国で発生した洪水のシミュレーションを試みる。
- Cunning Plan
- DepSpid
  - ウェブクローラーを分散コンピューティングで構築。
- Distributed Rainbow Table Generator
  - ハッシュ関数の逆引きを可能とする、巨大なレインボーテーブルの作成。
- EternityII.net
  - 懸賞金の掛けられたパズルEternity II Puzzle（英語版）の早解きを行う。
- HashClash@home（英語版）
  - MD5ハッシュ関数の脆弱性を見つけ出す。
- NanoHive@home
  - ナノテクノロジーの研究。
- Orbit@home
  - 地球近傍小惑星の軌道をモニタリング。
- pPot Tables
  - ポーカー (テキサス・ホールデム) に強いAIを作成するためのルックアップテーブルを構築する。
- Predictor@home（英語版）
  - タンパク質構造予測。
- Project Neuron
  - 分散コンピューティングプロジェクトの効率性評価手法の確立。
- Ramsey@home
  - ラムゼー数の探索。
- RenderFarm@home
  - アニメーションのレンダリングを行うプロジェクト。
- Reversi
  - リバーシの最善手を探索し、完全に解くことを目指す。
- Riesel Sieve
  - 509203よりも小さいリーゼル数が存在するかを探索。
- RND@home
  - 無線基地局の効率よい配置・運用を行うためのシミュレーション。
- SciLINC
  - 植物学に関する膨大な文献をデータベース化する。
- SETI@home
  - 地球外知的生命体探査。天球上の一点から届く狭帯域信号を検出する。
  - SETI@home beta
    - SETI@home 次期バージョンのベータ版。

- TANPAKU
  - タンパク質の構造と機能をブラウン動力学法（英語版）を用いて研究。
- TSP
  - 巡回セールスマン問題の研究。遺伝的アルゴリズムのほか、さまざまな検索アルゴリズムをテストする。
- UCT : malariacontrol.net
  - malariacontrol.netのβテスト。
- UH Second Computing
  - 複数の分散コンピューティングの受け皿となるプロジェクト。
- Virtual Prairie
  - 広大なプレーリー全体をシミュレートし、繰り返される放牧や伐採といった擾乱に対して生態学的にどれほどの復元力があるかの知見を得る。
- XtremLab
  - 分散コンピューティングのパフォーマンス向上を目的とした BOINC 自体の研究・分析。
- Zebra RSA Bruteforce
  - スマートカードで使われるRSA暗号をブルートフォース（総当たり）によって無力化。
- Zivis Superordenador Ciudadano

## BOINCの技術をベースにした分散コンピューティングプロジェクト

### World Community Grid
IBM社の支援の下、複数の医療系プロジェクトを展開している。既にいくつかのプロジェクトが完了、もしくはフェーズ2に移行している。
United Devices社のシステムで運用されているプロジェクトであったが、UD社のクライアントのサポートは2008年6月で中止され、一方これと平行して2005年11月からBOINCクライアントからも参加できるようになり、現在はBOINCクライアントのみのサポートとなった。当初は脇役的な扱いでBOINCからの参加方法も解りづらかったが、grid.org の終了前後から主客が逆転し、ウェブサイトでの参加登録後に現れるクライアントダウンロードページでも BOINCクライアントが上位に表示されるなど、UDクライアントの方が脇へと追いやられているという変遷もあった。
WCGサイトからの参加手続きは通常とは若干異なるが、これは初心者に対する配慮からWCGプロジェクトに参加した状態でのインストールになっていることによる。そのため、BOINCでWCGに参加する場合は、WCGサイトからインストールするのが最も簡単で手間がかからない。またBOINCクライアントは最新版が使用されており、インストール後にWCG以外のプロジェクトを追加する場合も特に制限はなく、別途BOINCに参加した人との差異はないと言って良い。
2007年10月3日BOINCクライアントからの功績値は68.8%に達し、2008年6月26日には100%となり、UDクライアントは使命を終えた。
特徴としてはBOINCでの功績値（クレジット）とは別に、過去のUDクライアントによる功績値との整合性を取る必要性からポイント（1クレジット＝7ポイント）による功績値集計を行っている。なおBOINC Stats等では、BOINCクライアントによる功績値のみが通常のクレジットで集計される。
グラフィック表示可能。（ただしグラフィックサイズは640×480px）
BOINCと違い、プロジェクト単位でのユーザー登録ではなく、World Community Gridで1つのアカウントを作成する仕組みである。1つのアカウントの元でWCG全てのプロジェクトに参加するか、個々のプロジェクトに参加するかの選択設定も行える。またWCGでは新規プロジェクトの始動と終了が比較的に頻繁に行われるが、新規プロジェクトを自動的に追加する設定がプロファイル設定に存在し、これにより自動で参加プロジェクトを増やせる。
- FightAIDS@Home （2005年11月21日発足）- HIVの新しい候補薬の特定。
- Human Proteome Folding - Phase 2（ヒトたんぱく質解析フェーズ 2 2006年6月23日発足） - 特定のヒト・タンパク質と病原タンパク質の分解構造を得ることとタンパク質構造予測の限界探索。生物学的なことと生物物理的なことへも対処。
- Help Conquer Cancer（がん撲滅支援 2007年11月6日発足） - がん治療のためのたんぱく質解析。
- Help Fight Childhood Cancer（ファイト!小児がんプロジェクト 2009年3月16日発足） - 神経芽腫に関連する3つの特定のタンパク質と、それを不活化させる為の薬剤候補との仮想結合実験。千葉県がんセンター及び千葉大学の研究者が主宰。
- Help Cure Muscular Dystrophy - Phase 2（筋ジストロフィー治療支援フェーズ2 2009年5月13日発足） - 神経筋疾患を引き起こす遺伝子に対応するタンパク質の分子モデリング解析。
- The Clean Energy Project - Phase （2010年6月30日発足） - 炭素ベースの光発電効率を高める新素材の探索。ハーバード大学の化学・生物化学部が主催。当初はLinux版のみで開始。
- Computing for Clean Water：（2010年9月20日発足） - 新たなフィルター素材での効率的な水分子の流れの様相探索。低価格、高効率の水浄化フィルター開発を目標とする。
- Drug Search for Leishmaniasis （2011年9月7日発足）- リーシュマニア症の治療法に結びつく有望な合成物の探索。コロンビア共和国メデジン市のアンティオキア大学の研究者が主催。

なお、最新のプロジェクト状況についてはWorld Community Gridを参照。

### cell computing βirth
BOINCをベースに運用されている商用プロジェクト。2008年3月末をもってすべての活動を終了した。cell computing βirthの項も参照のこと。
BOINC標準クライアントからの参加はできないが、cell computing βirthのクライアントから各BOINCプロジェクトへの参加は可能。ただしクライアントがBOINCクライアント ver.4をベースとしているため、ver.5以降のクライアントを前提としたBOINCプロジェクトには参加できない。
- CHRONOS
  - ヒトゲノム染色体間法則性解明プロジェクト

- sekigahara（セキガハラ）
  - 関ヶ原の合戦映像製作プロジェクト

### BBC Climate Change Experiment
ClimatePrediction.netのBBC協賛版。1920年から2080年までの160年間もの気候変動をシミュレートする。
ウェブサイトでは独自クライアントをダウンロードするよう誘導されるが、BOINC標準クライアントからも問題なく参加できる。
ワークの配布は2007年1月で打ち切られ、運用結果をもとにイギリス本国で特番が放映された（ダイジェスト版はYouTubeで閲覧可能。既に参加者登録は終了しており、現在は解析中ワークの返却のみ受け付けている）。

### チュートリアル(使い方の指導)
- Team 2ch - BOINC Team 2ch Wiki
  - 2ちゃんねらー有志のチーム「Team 2ch」のうち、UDがん研究プロジェクトの運営終了をきっかけにBOINCに移ってきた一派が拠点とするサイト。なお、SETI@homeクラシックからBOINCに移ってきた一派については別に拠点サイトがある。

### 外部統計サイト
- BOINCstats（英語）
  - 各 BOINC プロジェクトが XML データで提供する貢献値データを定期収集し、個人別・チーム別・国別でのランキング、貢献値獲得の履歴やランキング変動履歴の提供を行う統計サイトのひとつ。プロジェクト横断での功績値合算にも対応しており完成度が高い。
- All Project Stats（英語）